# مقاطعة يوريكا (نيفادا)
مقاطعة يوريكا (بالإنجليزية: Eureka County)‏ هي إحدى مقاطعات ولاية نيفادا في الولايات المتحدة الأمريكية.